# Lixophaga aberrans
Lixophaga aberrans là một loài ruồi trong họ Tachinidae.